# Sara Kukka-Salam
Sara Hamida Kukka-Salam, född 5 april 1989 i Solna, är en svensk socialdemokratisk politiker. Hon är sedan 31 oktober 2022 kommunstyrelsens ordförande i Solna kommun. Hon är dessutom sedan 2020 ordförande för den socialdemokratiska sidoorganisationen Socialdemokrater för tro och solidaritet.

## Uppväxt och bakgrund
Kukka-Salam är född och uppvuxen i Solna. Hennes far är född i Pakistan och hennes mor i Finland. Hon talar fyra språk: svenska, engelska, urdu och finska.

## Utbildning
Kukka-Salam har en kandidatexamen och två masterexamen i ekonomi från Handelshögskolan i Stockholm. Den senaste masterexamen från Handelshögskolan var utbildningen CEMS – Global Alliance for Management Education som är rankad topp 4 i världen av Financial Times

## Politisk karriär
Kukka-Salam gick med i SSU i Stockholms län 2004. Under sin tid i SSU har hon varit ansvarig för flera internationella biståndsprojekt. År 2010 valdes Kukka-Salam som 21-åring till ordinarie ledamot i kommunfullmäktige i Solna kommun. Under mandatperioden 2010-2014 var hon andra vice ordförande för Kompetensnämnden, som ansvarar för arbetsmarknad, vuxenutbildning och integration i Solna stad. Våren 2015 valdes Kukka-Salam till kommunalråd i opposition för Socialdemokraterna i Solna på deltid. Under sin tid som oppositionsråd har hon gjort sig mest känd för sitt engagemang i frågan om att det ska byggas fler hyresrätter i Solna. Under mandatperioden 2018-2022 var hon 2:e vice ordförande i den allmännyttiga bostadsstiftelsen Signalisten.
I juni 2021 blev Kukka-Salam gruppledare för Socialdemokraterna i Solna, och därmed partiets ledande företrädare i kommunpolitiken. Efter kommunalvalet 2022, där Socialdemokraterna ökade med nio procentenheter, bildade Socialdemokraterna, Vänsterpartiet, Centerpartiet och Miljöpartiet en ny majoritet i Solna, med Kukka-Salam som kommunstyrelsens ordförande.

## Ideellt engagemang
Kukka-Salam engagerade sig 2004 i Röda Korsets ungdomsförbund och åren 2004–2009 var hon aktiv som volontär och verksamhetsledare för organisationens arbete med ensamkommande barn. Mellan 2011 och 2013 var Kukka-Salam distriktsordförande för Röda Korsets ungdomsförbund i Stockholm. Åren 2013-2015 var hon ledamot i den nationella förbundsstyrelsen för Röda korsets ungdomsförbund i Sverige. Sedan 2016 är Kukka-Salam volontär i Röda Korsets verksamhet Adapost, som erbjuder fattiga EU-migranter tak över huvudet under vintern.